# Michał Jerzy Wandalin Mniszech

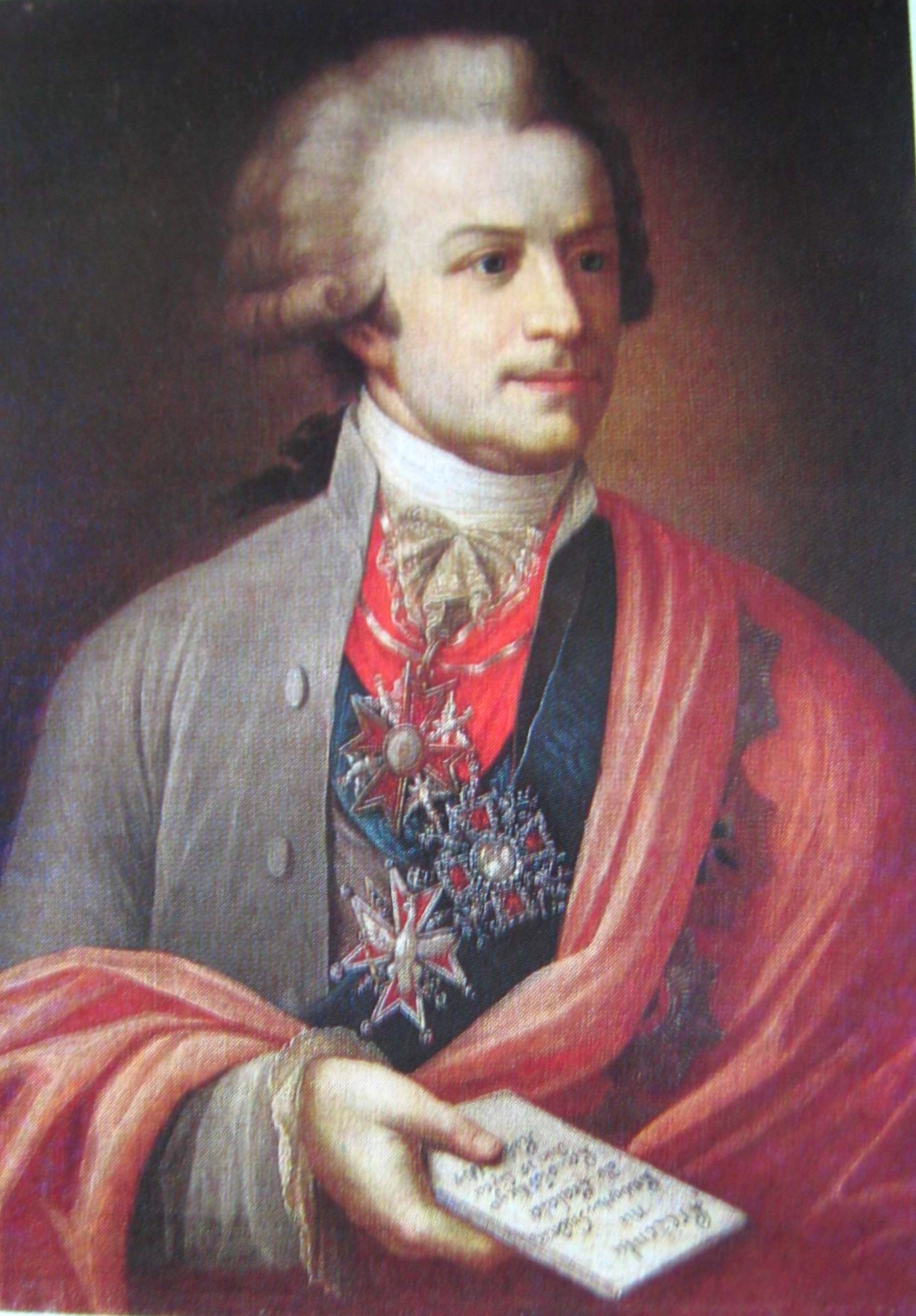
Gemälde eines unbekannten Malers

Michał Jerzy Wandalin Mniszech (* 1748 auf Schloss Wiśniowiec in Wyschniwez, Polen-Litauen; † 1806 in Wyschniwez, Russisches Kaiserreich) war ein polnischer Politiker und Militär sowie Schriftsteller, Dichter, Pädagoge, Historiker, Jurist und Philosoph der Aufklärung. Seine Familie gehörte zur Wappengemeinschaft Fürst Mniszech, er war Reichsfürst des Heiligen Römischen Reichs Deutscher Nation.

## Leben
Beide Elternteile entstammten Magnatenfamilien. Sein Vater Jan Karol Mniszech war Botschafter Polen-Litauens an der Hohen Pforte in Istanbul. Seine Mutter war Katarzyna Zamoyska aus dem Geschlecht der Zamoyski. Ab 1755 begleitete er seinen Vater auf seiner Diplomatenreise ins Osmanische Reich. Danach studierte er in Lausanne, Bern und Orbe. Während seines Studiums besuchte er mehrere Länder Westeuropas, unter anderem Frankreich, Italien, England, Holland und das Heilige Römische Reich. Nach seiner Rückkehr nach Polen-Litauen wurde er Mitglied der Kommission für nationale Bildung und der Gesellschaft der Elementarbücher. Auf dem Teilungssejm wurde er 1775 in den Ausschuss für die Einnahmen der Krone aufgenommen. Im Ständigen Rat wurde er in die Polizeikommission der Beiden Völker berufen. Er nahm am Vierjährigen Sejm teil und war ein Gegner der Verfassung vom 3. Mai 1791. Während des Russisch-Polnischen Kriegs von 1792 unterstützte er den Beitritt des Königs Stanislaus II. August Poniatowski zur Konföderation von Targowica. 1797 wurde er Geheimrat von Zar Paul I. Mniszech war Träger des Ordens des Weißen Adlers, Sankt-Stanislaus-Ordens, des Ordens des Heiligen Andreas des Erstberufenen und des Alexander-Newski-Ordens. Er nahm regelmäßig an den Donnerstagmittagessen am Hof von Stanislaus II. August Poniatowski teil, wo er seine Lyrik vortrug.